# Reodo
Reodo (do grego: rheo; fluxo, frequentemente referido pela designação em inglês rheid) é o termo utilizado nas geociências e em reologia para designar um material sólido que se deforma por fluxo viscoso. Para ser considerado um reodo, a deformação por fluxo deve exceder a deformação elástica por pelo menos um fator de três.

## Descrição
Quase qualquer tipo de rocha pode agir como reodo em condições adequadas de temperatura e pressão. Por exemplo, considera-se que o manto terrestre sofra convecção em escalas geológicas de tempo. É claro que o manto deve ser um material altamente resistente, suportando a propagação das ondas transversais. Por isso, deve se comportar como reodo. Portanto, o manto terrestre é sólido, ao contrário do muito popularmente considerado, embora errôneo. Entretanto, em função das condições de temperatura e pressão em que se encontram as rochas no manto, elas tendem a se comportar como um fluido extremamente viscoso quando submetidas a esforços de longa duração e grande magnitude, como são os esforços geológicos, causados pela convecção do próprio manto.
O granito tem uma viscosidade medida em condições normais de temperatura e pressão de  ~4.5 • 1019 Pa·s  por isso deve ser considerado um reodo.
A forma de sal mineral NaCl, o sal gema, halita, é um material que se comporta, tanto do ponto de vista geológico, e em escalas de tempo relativamente curto, como reodo, embora muitas vezes é levado a comportar-se como material frágil. Porque o mineral está enterrado em outros tipos de sedimentos, fluirá lateralmente para regiões com menor pressão de confinamento. Este mecanismo, muitas vezes gera cúpulas salinas ou outras estruturas similares. Em algumas áreas, como o Golfo do México, essas estruturas geralmente aprisionam petróleo e gás natural (trapas).